# Savanté Stringfellow
Savanté Stringfellow (ur. 6 listopada 1978) – amerykański lekkoatleta, skoczek w dal.

## Osiągnięcia
- srebro podczas Mistrzostw Świata (Edmonton 2001)
- 2. miejsce w Finale Grand Prix IAAF (Melbourne 2001)
- 1. miejsce na Pucharze świata (Madryt 2002)
- złoty medal Halowych Mistrzostw Świata (Budapeszt 2004)

## Rekordy życiowe
- skok w dal - 8.52 (2002) najlepszy wynik na świecie w 2002
- skok w dal (hala) - 8.41 (2004)